# Wellman (Iowa)
Wellman ist eine Kleinstadt im Washington County im US-amerikanischen Bundesstaat Iowa. Im Jahre 2010 hatte Wellman 1408 Einwohner, deren Zahl sich bis 2013 auf 1423 erhöhte. Das U.S. Census Bureau hat bei der Volkszählung 2020 eine Einwohnerzahl von 1.524 ermittelt.
Wellman ist Bestandteil der Metropolregion um Iowas frühere Hauptstadt Iowa City.

## Geografie
Wellman liegt im Südosten Iowas am English River, der über den Iowa River zum Stromgebiet des Mississippi gehört. Dieser bildet rund 70 km östlich die Grenze Iowas zu Illinois. Die Grenze zu Missouri verläuft rund 110 km südlich.
Die geografischen Daten von Wellman sind 41°27'51" nördlicher Breite und 91°50'18" westlicher Länge. Die Stadt erstreckt sich über eine Fläche von 2,95 km² und ist die größte Ortschaft innerhalb der Lime Creek Township.
Nachbarorte von Wellman sind Kalona (12,2 km östlich), Riverside (22,8 km in der gleichen Richtung), Washington (26,4 km südöstlich), West Chester (16 km südlich), Keota (20,8 km südwestlich), Kinross (13,1 km westlich) und Parnell (26,9 km nordwestlich).
Das Zentrum von Iowa City liegt 41 km nordöstlich von Wellman. Die weiteren nächstgelegenen größeren Städte sind Cedar Rapids (79,2 km nordnordöstlich), die Quad Cities in Iowa und Illinois (115 km östlich), Chicago in Illinois (408 km in der gleichen Richtung), Peoria in Illinois (268 km ostsüdöstlich), Illinois’ Hauptstadt Springfield (337 km südöstlich), St. Louis in Missouri (420 km südsüdöstlich), Kansas City in Missouri (434 km südwestlich), Des Moines (180 km westlich), Nebraskas größte Stadt Omaha (408 km in der gleichen Richtung), Rochester in Minnesota (344 km nordnordwestlich) und die Twin Cities (Minneapolis und Saint Paul) in Minnesota (479 km in der gleichen Richtung).

## Verkehr
Der Iowa State Highway 22 verläuft in West-Ost-Richtung durch das Stadtgebiet von Wellman. Alle weiteren Straßen sind untergeordnete Landstraßen, teils unbefestigte Fahrwege sowie innerörtliche Verbindungsstraßen.
Die nächsten Verkehrsflughäfen sind der Eastern Iowa Airport von Cedar Rapids (70 km nordnordöstlich), der Quad City International Airport bei Moline in Illinois (124 km östlich), der Southeast Iowa Regional Airport von Burlington (129 km südöstlich) und der Des Moines International Airport (195 km westlich).

## Bevölkerung
Nach der Volkszählung im Jahr 2010 lebten in Wellman 1408 Menschen in 608 Haushalten. Die Bevölkerungsdichte betrug 477,3 Einwohner pro Quadratkilometer. In den 608 Haushalten lebten statistisch je 2,24 Personen.
Ethnisch betrachtet setzte sich die Bevölkerung zusammen aus 97,3 Prozent Weißen, 0,1 Prozent (eine Person) Afroamerikanern, 0,5 Prozent amerikanischen Ureinwohnern, 0,1 Prozent Asiaten sowie 0,4 Prozent aus anderen ethnischen Gruppen; 1,6 Prozent stammten von zwei oder mehr Ethnien ab. Unabhängig von der ethnischen Zugehörigkeit waren 1,8 Prozent der Bevölkerung spanischer oder lateinamerikanischer Abstammung.
24,1 Prozent der Bevölkerung waren unter 18 Jahre alt, 54,5 Prozent waren zwischen 18 und 64 und 21,4 Prozent waren 65 Jahre oder älter. 53,1 Prozent der Bevölkerung waren weiblich.
Das mittlere jährliche Einkommen eines Haushalts lag bei 51.450 USD. Das Pro-Kopf-Einkommen betrug 22.983 USD. 4,3 Prozent der Einwohner lebten unterhalb der Armutsgrenze.